# Stéphanie Dubois
Pour les articles homonymes, voir Stéphanie Dubois (basket-ball) et Dubois.
Stéphanie Dubois, née le 31 octobre 1986 à Laval, est une joueuse de tennis canadienne, professionnelle entre 2004 et 2014.

## Carrière
Classée pendant huit saisons consécutives dans le top 150, Stéphanie Dubois s'est principalement illustrée sur le circuit ITF nord-américain, remportant dix tournois en simple et huit en double, faisant d'elle l'une des meilleures joueuses Québécoise de l'ère Open. Souvent dans l'ombre d'Aleksandra Wozniak sur le plan national, elle a toutefois été classée n°1 au Canada à l'issue des saisons 2005 et 2007.
En 2006, elle est la première Québécoise à atteindre le troisième tour de la Coupe Rogers. Bénéficiant d'une invitation, elle profite de l'abandon au 2e tour de la n°2 mondiale Kim Clijsters (1-6, 3-2, ab.). Elle est battue par la Slovène Katarina Srebotnik. Dans la foulée, elle parvient à se qualifier pour l'US Open.
En 2007 à Québec, elle se hisse en finale du double dames aux côtés de Renata Voráčová.
En 2008, à la Coupe Rogers, elle atteint le 3e tour après une victoire contre la 20e joueuse mondiale Maria Kirilenko. Elle est stoppée par la 2e joueuse mondiale Jelena Janković qui l'empêche de devenir la première Canadienne quart de finaliste du tournoi depuis Patricia Hy en 1992. Elle obtient son meilleurs résultat dans un tournoi WTA à Washington en 2011 en se qualifiant pour les quarts de finale.

## Palmarès

### Titre en double dames
Aucun

### Finale en double dames
| No | Date       | Nom et lieu du tournoi | Catégorie | Dotation  | Surface         | Vainqueures                        | Partenaire      | Score     |          |
| -- | ---------- | ---------------------- | --------- | --------- | --------------- | ---------------------------------- | --------------- | --------- | -------- |
| 1  | 29-10-2007 | Challenge Bell Québec  | Tier III  | 175 000 $ | Moquette (int.) | Christina Fusano Raquel Kops-Jones | Renata Voráčová | 6-2, 7-66 | Parcours |

## Parcours en Grand Chelem

### En simple dames
| Année | Open d'Australie | Open d'Australie | Internationaux de France | Internationaux de France | Wimbledon       | Wimbledon        | US Open         | US Open           |
| ----- | ---------------- | ---------------- | ------------------------ | ------------------------ | --------------- | ---------------- | --------------- | ----------------- |
| 2006  | -                | -                | -                        | -                        | -               | -                | 1er tour (1/64) | Séverine Beltrame |
| 2008  | 1er tour (1/64)  | Edina Gallovits  | 1er tour (1/64)          | Selima Sfar              | 1er tour (1/64) | Anna Chakvetadze | -               | -                 |
| 2009  | 1er tour (1/64)  | Ai Sugiyama      | -                        | -                        | 1er tour (1/64) | Sara Errani      | 2e tour (1/32)  | Sorana Cîrstea    |
| 2010  | 1er tour (1/64)  | Ágnes Szávay     | 1er tour (1/64)          | Stéphanie Cohen          | 1er tour (1/64) | Kirsten Flipkens | -               | -                 |
| 2011  | -                | -                | -                        | -                        | 2e tour (1/32)  | Andrea Petkovic  | -               | -                 |
| 2012  | 2e tour (1/32)   | Angelique Kerber | 1er tour (1/64)          | Shahar Peer              | 1er tour (1/64) | Zheng Jie        | -               | -                 |

À droite du résultat, l’ultime adversaire.

## Parcours en «Premier Mandatory» et «Premier 5»
Découlant d'une réforme du circuit WTA inaugurée en 2009, les tournois WTA « Premier Mandatory » et « Premier 5 » constituent les catégories d'épreuves les plus prestigieuses, après les quatre levées du Grand Chelem.

### En simple dames
| Année |              | Premier Mandatory         | Premier Mandatory | Premier Mandatory | Premier Mandatory |       | Premier 5 | Premier 5 | Premier 5  | Premier 5                     | Premier 5 | Premier 5 | Premier 5 |
| Année | Indian Wells | Miami                     | Madrid            | Pékin             |                   | Dubaï | Rome      | Canada    | Cincinnati |                               | Tokyo     |           |           |
| Année | Indian Wells | Miami                     | Madrid            | Pékin             |                   | Doha  | Rome      | Canada    | Cincinnati |                               | Wuhan     |           |           |
| Année | Indian Wells | Miami                     | Madrid            | Pékin             |                   |       | Rome      | Canada    | Cincinnati |                               |           |           |           |
| 2009  |              | 1er tour (1/64) A. Glatch |                   |                   |                   |       |           |           |            | 1er tour (1/32) R. Vinci      |           |           |           |
| 2010  |              |                           |                   |                   |                   |       |           |           |            | 1er tour (1/32) K. Zakopalová |           |           |           |
| 2011  |              |                           |                   |                   |                   |       |           |           |            | 2e tour (1/16) V. Azarenka    |           |           |           |
| 2012  |              |                           |                   |                   |                   |       |           |           |            | 1er tour (1/32) C. Scheepers  |           |           |           |
| 2013  |              |                           |                   |                   |                   |       |           |           |            | 1er tour (1/32) S. Fichman    |           |           |           |
| 2014  |              |                           |                   |                   |                   |       |           |           |            | 1er tour (1/32) G. Muguruza   |           |           |           |

Sous le résultat, l’ultime adversaire.

### En double dames
| Année | Premier Mandatory | Premier Mandatory | Premier Mandatory | Premier Mandatory | Premier Mandatory | Premier Mandatory | Premier Mandatory | Premier Mandatory | Premier 5 | Premier 5 | Premier 5 | Premier 5 | Premier 5 | Premier 5              | Premier 5         | Premier 5 | Premier 5  | Premier 5  | Premier 5 | Premier 5 | Premier 5 | Premier 5 |
| Année | Indian Wells      | Indian Wells      | Miami             | Miami             | Madrid            | Madrid            | Pékin             | Pékin             | Dubaï     | Dubaï     | Doha      | Doha      | Rome      | Rome                   | Canada            | Canada    | Cincinnati | Cincinnati | Tokyo     | Tokyo     | Wuhan     | Wuhan     |
| ----- | ----------------- | ----------------- | ----------------- | ----------------- | ----------------- | ----------------- | ----------------- | ----------------- | --------- | --------- | --------- | --------- | --------- | ---------------------- | ----------------- | --------- | ---------- | ---------- | --------- | --------- | --------- | --------- |
| 2009  |                   |                   |                   |                   |                   |                   |                   |                   |           |           |           |           |           |                        |                   |           |            |            |           |           |           |           |
| —     | —                 | —                 | —                 | —                 | —                 | —                 | —                 | —                 | —         |           |           | —         | —         | 1er tour (1/16) Marino | Kirilenko Vesnina | —         | —          | —          | —         |           |           |           |

N.B. : le nom de la partenaire se trouve sous le résultat ; le nom des ultimes adversaires se trouve à droite.

## Parcours aux Jeux olympiques

### En double dames
| # | Date       | Nom de l'olympiade             | Surface      | Résultat        | Partenaire         | Ultimes adversaires                  | Score    |          |
| - | ---------- | ------------------------------ | ------------ | --------------- | ------------------ | ------------------------------------ | -------- | -------- |
| 1 | 28/07/2012 | Olympic Tennis Event Wimbledon | Gazon (ext.) | 1er tour (1/16) | Aleksandra Wozniak | Yaroslava Shvedova Galina Voskoboeva | 6-2, 6-0 | Parcours |

## Parcours en Fed Cup
| #                                                               | Date       | Lieu     | Surface         | Gagnante(s)                          | Perdante(s)                          | Score         |          |
|                                                                 |            |          |                 |                                      |                                      |               |          |
| 2004 - Barrage (groupe mondial I) - Canada - Suisse - 2 : 3     |            |          |                 |                                      |                                      |               |          |
| 1                                                               | 10/07/2004 | Dorval   | Terre (ext.)    | Myriam Casanova                      | Stéphanie Dubois                     | 6-0, 6-3      | Parcours |
|                                                                 |            |          |                 |                                      |                                      |               |          |
| 2006 - Barrage (groupe mondial II) - Canada - Argentine - 3 : 2 |            |          |                 |                                      |                                      |               |          |
| 2                                                               | 15/07/2006 | Edmonton | Dur (ext.)      | Gisela Dulko                         | Stéphanie Dubois                     | 6-4, 6-3      | Parcours |
| 2                                                               | 15/07/2006 | Edmonton | Dur (ext.)      | Stéphanie Dubois                     | Clarisa Fernández                    | 6-2, 6-4      | Parcours |
|                                                                 |            |          |                 |                                      |                                      |               |          |
| 2007 - 1er tour (groupe mondial II) - Canada - Israël - 2 : 3   |            |          |                 |                                      |                                      |               |          |
| 3                                                               | 21/04/2007 | Kamloops | Moquette (int.) | Shahar Peer                          | Stéphanie Dubois                     | 6-4, 6-4      | Parcours |
| 3                                                               | 21/04/2007 | Kamloops | Moquette (int.) | Stéphanie Dubois Marie-Ève Pelletier | Shahar Peer Tzipora Obziler          | 6-3, 4-6, 7-5 | Parcours |
|                                                                 |            |          |                 |                                      |                                      |               |          |
| 2007 - Barrage (groupe mondial II) - Argentine - Canada - 4 : 1 |            |          |                 |                                      |                                      |               |          |
| 4                                                               | 14/07/2007 | Córdoba  | Terre (ext.)    | María Emilia Salerni                 | Stéphanie Dubois                     | 6-4, 6-1      | Parcours |
| 4                                                               | 14/07/2007 | Córdoba  | Terre (ext.)    | Jorgelina Cravero Betina Jozami      | Stéphanie Dubois Marie-Ève Pelletier | Forfait       | Parcours |
|                                                                 |            |          |                 |                                      |                                      |               |          |
| 2009 - Barrage (groupe mondial II) - Belgique - Canada - 3 : 2  |            |          |                 |                                      |                                      |               |          |
| 5                                                               | 25/04/2009 | Hasselt  | Terre (int.)    | Yanina Wickmayer                     | Stéphanie Dubois                     | 6-1, 6-3      | Parcours |
| 5                                                               | 25/04/2009 | Hasselt  | Terre (int.)    | Stéphanie Dubois                     | Tamaryn Hendler                      | 7-5, 7-5      | Parcours |
| 5                                                               | 25/04/2009 | Hasselt  | Terre (int.)    | Kirsten Flipkens Yanina Wickmayer    | Stéphanie Dubois Aleksandra Wozniak  | 6-1, 6-3      | Parcours |

## Classements WTA en fin de saison

### En simple
| Année | 2002 | 2003 | 2004 | 2005 | 2006 | 2007 | 2008 | 2009 | 2010 | 2011 | 2012 | 2013 | 2014 |
| Rang  | 625  | 480  | 253  | 121  | 134  | 101  | 122  | 108  | 149  | 98   | 135  | 200  | 363  |

Source : (en) « Classements de Stéphanie Dubois », sur le site officiel du WTA Tour

### En double
| Année | 2002 | 2003 | 2004 | 2005 | 2006 | 2007 | 2008 | 2009 | 2010 | 2011 | 2012 | 2013 |
| Rang  | 747  | -    | 258  | 184  | 156  | 105  | 147  | 372  | 460  | 893  | 1208 | 293  |

Source : (en) « Classements de Stéphanie Dubois », sur le site officiel du WTA Tour

## Victoires sur le top 100
2005
1. Květa Peschke - 26e
2. Jamea Jackson - 74e
3. Laura Granville - 90e

2006
1. Kim Clijsters - 2e
2. Tathiana Garbin - 73e

2007
1. Ai Sugiyama - 27e
2. Olga Govortsova - 49e
3. Yaroslava Shvedova - 83e
4. Jill Craybas - 89e

2008
1. Maria Kirilenko - 20e
2. Olga Govortsova - 48e
3. Ashley Harkleroad - 72e
4. Camille Pin - 79e
5. Mathilde Johansson - 98e

2009
1. Monica Niculescu - 55e
2. Chan Yung-jan - 75e
3. Melinda Czink - 75e
4. Sania Mirza - 80e

2010
1. Olga Govortsova - 42e

2011
1. Sania Mirza - 62e
2. Evgeniya Rodina - 81e

2012
1. Elena Vesnina - 53e
2. Carla Suárez Navarro - 38e
3. Anna Tatishvili - 72e